# Hayn (Züschen)
Hayn oder auch Hain und früher die Heyne ist eine Dorfwüstung bei Fritzlar im nordhessischen Schwalm-Eder-Kreis.

## Geografie
Sie befindet sich auf 325 m Höhe nahezu auf dem Gipfel des Johanneskirchenkopfs, einem 332 hohen Berg am Südende des Alten Waldes (Naturraum 340.14), nordwestlich von Fritzlar, nordwestlich des Stadtteils Geismar, nordöstlich des Edertaler Ortsteils Wellen und südwestlich des Fritzlarer Stadtteils Züschen, in der Gemarkung von Züschen.

## Geschichte

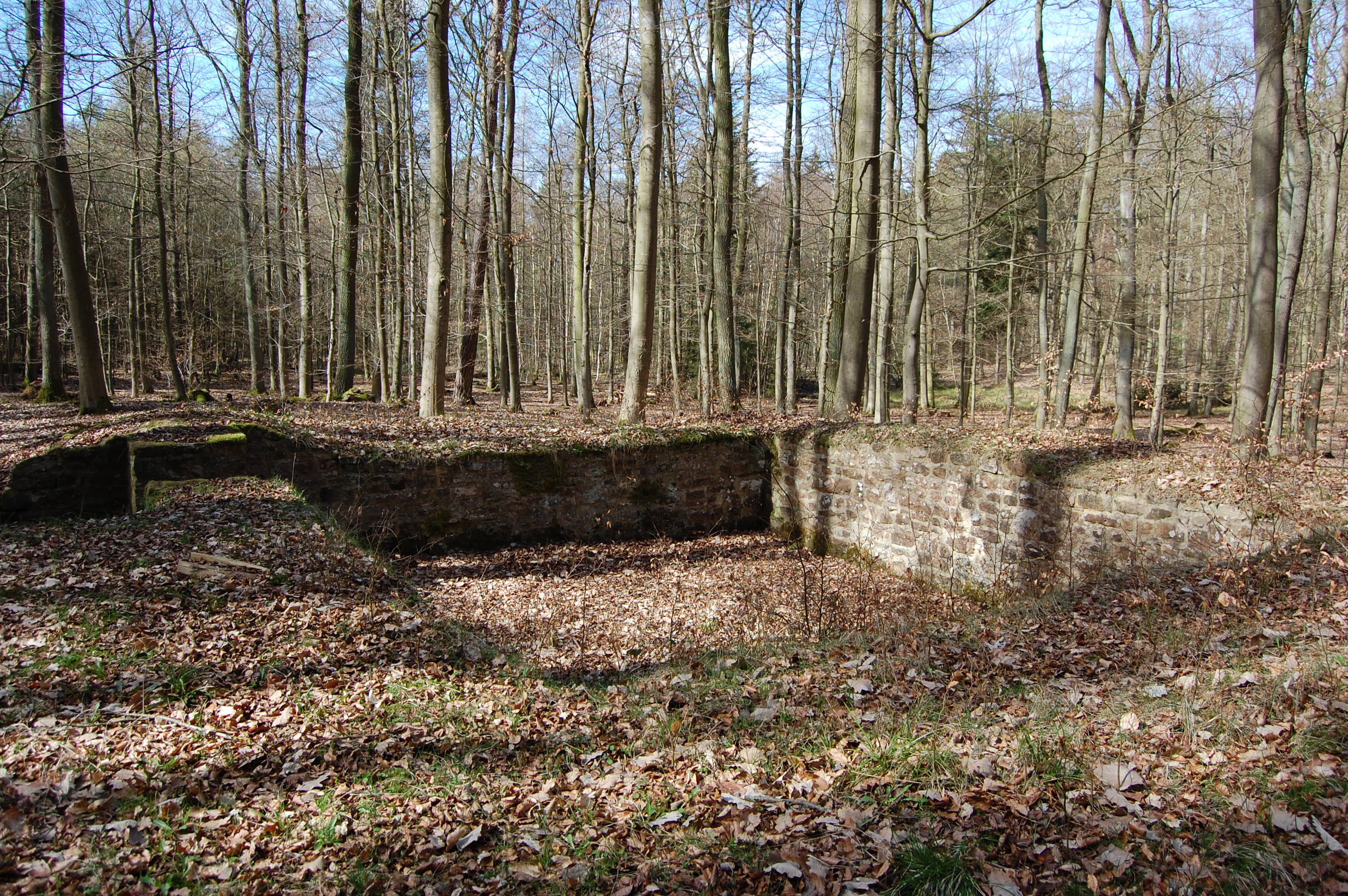
Ehem. Kirche der Dorfwüstung Hayn auf dem Johanneskirchenkopf, ausgegrabene Grundmauern des Rechteckchores

Das in den Jahren 1332 und 1378 urkundlich bezeugte Dorf („Villa Hayn prope Geismar“) findet sich noch in den Jahren 1390 und 1420 in Zinsregistern des St. Petri-Stifts in Fritzlar, wurde aber bereits 1433 ausdrücklich als Wüstung „Heyne“ mit dem „Heynberg“ bezeichnet, als die in Züschen ansässigen Herren von Meysenbug den Ort, der Zubehör des waldeckschen Amts Wildungen war, als Lehen der Grafen von Waldeck in Besitz hatten. Untersuchungen ergaben, dass die Siedlung vom späten 12. bis in das frühe 15. Jahrhundert bewohnt war. Danach wurden die Felder von Züschen, Geismar und Riede aus bestellt.
Nachweise einer Besiedlung im 8. Jahrhundert wurden nicht gefunden, womit die Vermutung, es handele sich um die um 800 von Franken bei einem Wachturm im oberen Edertal gegründete und später wüst gefallene Siedlung Hagini oder Hagene, widerlegt ist. Bei dieser handelt es sich wohl um das im 16. Jahrhundert wieder besiedelte Dorf Haine, Ortsteil der Gemeinde Allendorf im Landkreis Waldeck-Frankenberg, Hessen.

## Ausgrabungen
Bei archäologischen Ausgrabungen im Jahre 1905 wurden die Grundmauern mehrerer Gebäude freigelegt, darunter auch die der im Inneren 6,50 × 5,90 m großen, noch 1564 erwähnten Hainskirche, heute Johanneskirche genannt. Sie sind aus rotem Sandstein, etwa 90 cm dick und bis auf etwa 1,60 m Höhe erhalten. Fensteransätze fehlen. Ebenfalls ausgegraben und heute inmitten des dichten Eichenbestands sichtbar sind Reste von Hausmauern, eine Brunnenumfassung und die verlandeten Reste des Dorfteichs. Die 1905 gefundenen Gebeine wurden vor Ort erneut bestattet; ein Grabstein markiert die Stelle.

## Donareiche
Der Ort wird gelegentlich als möglicher Standort der Donareiche genannt. Die Vorgängerkapelle der Johanneskirche soll dieser Hypothese gemäß aus dem Holz der Donareiche errichtet worden sein. Archäologische Nachweise zum Standort der Eiche sind jedoch nicht bekannt.
Koordinaten: 51° 8′ 53″ N, 9° 12′ 29″ O